# Domul din Erfurt

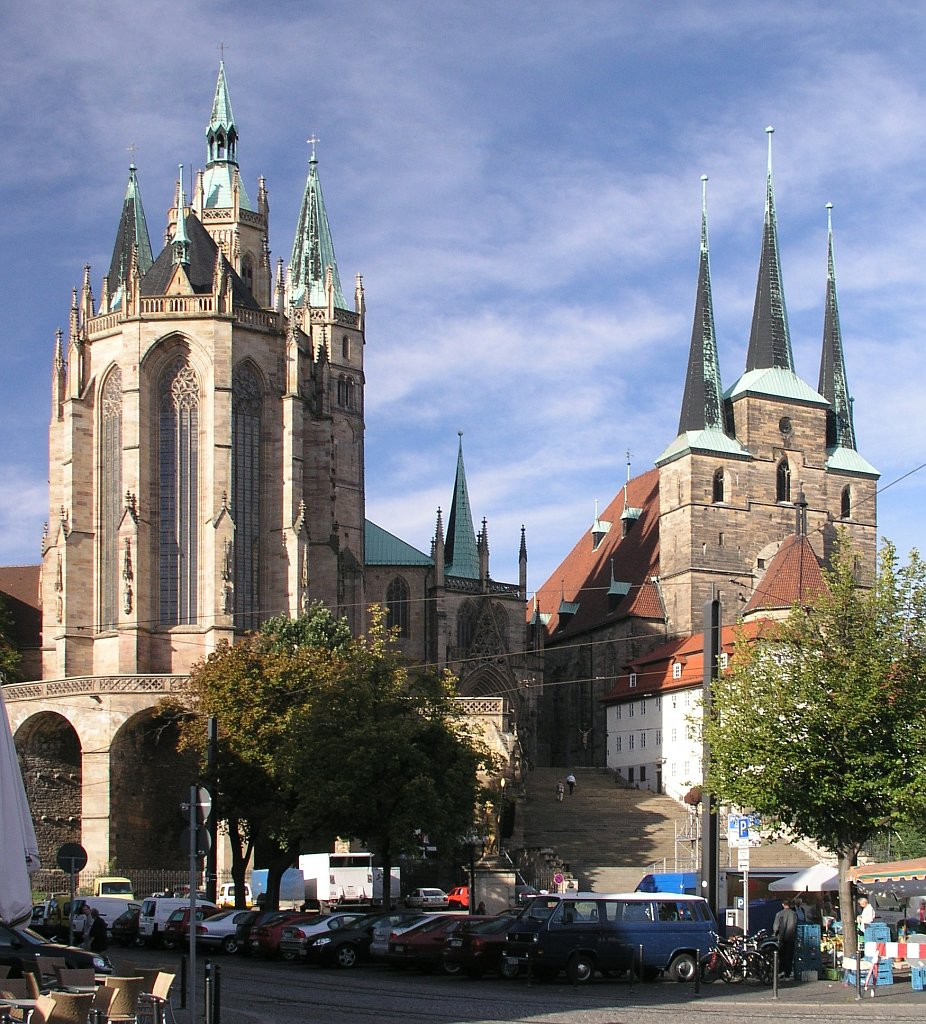
Domul din Erfurt

Domul din Erfurt, cu hramul Fecioarei Maria, este din 1994 catedrala nou înființatei Episcopii de Erfurt. La mijlocul secolului al VIII-lea a fost de asemenea reședință episcopală. Ulterior a devenit sediul unei prepozituri, motiv pentru care a fost cunoscută sub numele Propsteikirche Beatae Mariae Virginis.  A fost de asemenea sediu al Colegiului St. Marien.

## Istoric
Erfurt devine în timpul francilor un centru important. Papa Grigore al II-lea (715–731) a cerut ca misionarului Bonifaciu să-i fie pusă la dispoziție o casă. Probabil deoarece această cerință a papei din anul 724 a fost peste un an îndeplinită, Bonifaciu l-a rugat în anii 741/742 pe papa Zaharia să înființeze aici pe locul cetății o episcopie, drept centru de misiune pentru țăranii păgâni. Cercetările arheologice efectuate au confirmat acest lucru. La un timp scurt în anul 754 Bonifaciu a fost omorât în Friesland. În perioada carolingiană Erfurtul a fost un centru al misiunii pentru creștinarea slavilor, fără a avea titlul de episcopie.
Dieceza de Erfurt a fost reînființată în anul 1994.